# Kris Straub

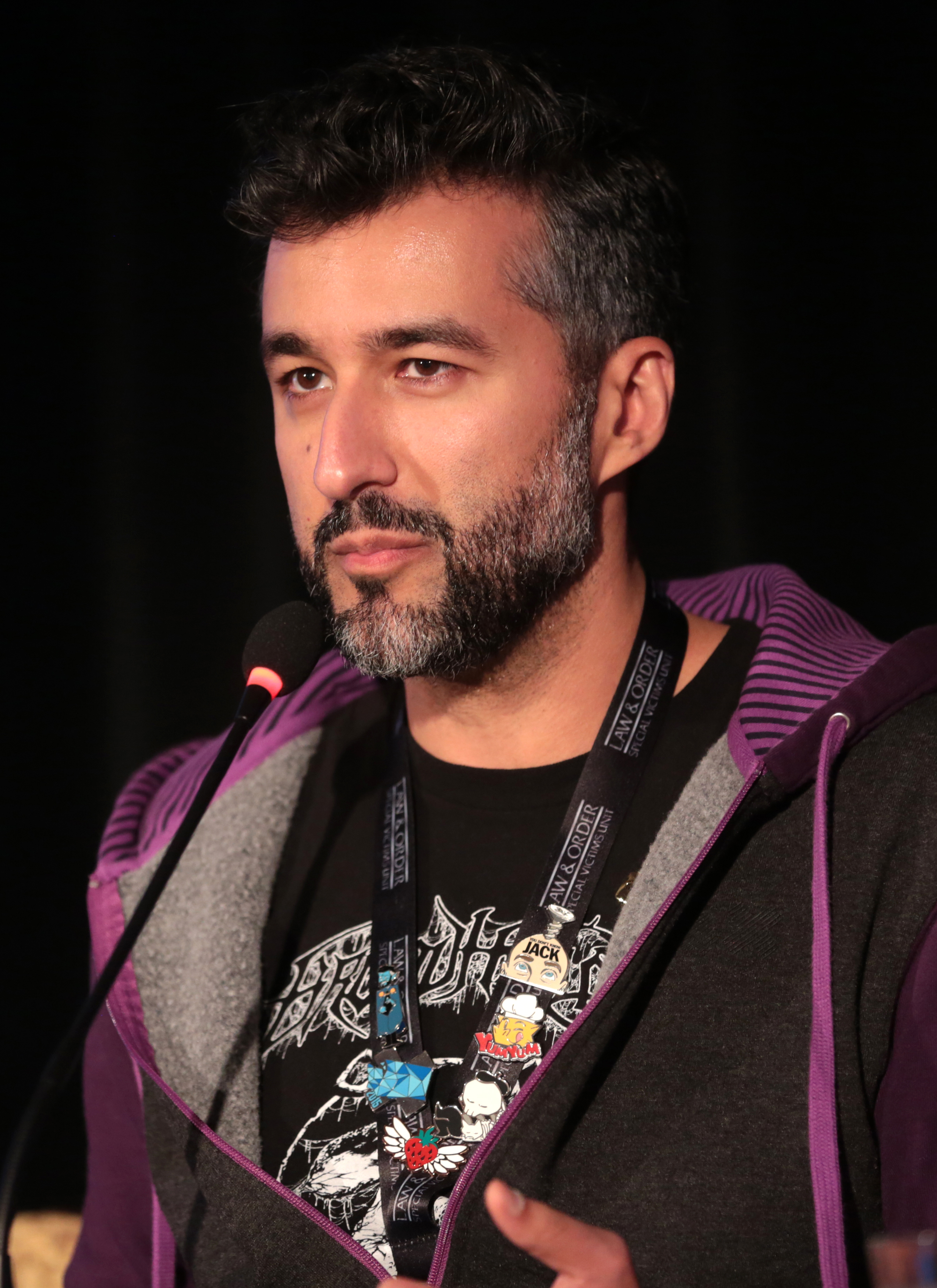
Kris Straub spricht auf der PAX West 2018 in Seattle, Washington.

Kristofer Straub (* 17. Januar 1979) ist ein US-amerikanischer Web-Cartoonist, Performer und Content Creator. Zu seinen wichtigsten Webcomic-Projekten zählen Checkerboard Nightmare, Starslip, Chainsawsuit, Broodhollow und F Chords. Weitere bemerkenswerte Projekte sind die Creepypasta „Candle Cove“ sowie Kooperationen mit Scott Kurtz („Blamimations“), Paul Verhoeven („28 Plays Later“) und Penny Arcade („Strip Search“, „Kris and Scott's Scott and Kris Show“, „Acquisitions Incorporated: The C-Team“).
Seit dem 26. Oktober 2015 schreibt und produziert er die YouTube-analoge Horrorserie Local 58. Außerdem arbeitet er mit Penny Arcade im Grafikdesign, ist Co-Moderator der PAX-Gaming-Conventions und tritt in deren Kooperationen mit Wizards of the Coast und Chaosium, Inc. auf.

## Karriere
Straub schloss sein Studium der Informatik an der University of California, Los Angeles ab.

### Web-Cartoonist
Straub veröffentlichte seinen ersten Comic „Checkerboard Nightmare“ im Jahr 2000 online. Der Strip war selbstbewusst und verwendete Metahumor, um die Besessenheit der Hauptfigur Chex zu verfolgen, als Webcomic-Figur berühmt zu werden.
2005 begann Straub mit der Entwicklung von Starslip Crisis (später abgekürzt als Starslip), einem täglichen Science-Fiction-/Comedy-Webcomic. Starslip spielte ursprünglich in den 3440er Jahren und folgte der Besatzung des Raumschiffmuseums IDS Fuseli, benannt nach dem Maler Henry Fuseli, das hauptsächlich Kunst des 20. und 21. Jahrhunderts zeigte. Starslip Crisis war Teil des Webcomic-Kooperationskollektivs Blank Label Comics, bis sich Straub im November 2007 von Blank Label trennte, um Starslip mit seinem neuen Kollektiv Halfpixel zu fusionieren.
Der Comic lief zunächst unter dem Namen Starshift Crisis. Der nahezu identische Starslip Crisis erschien früh im Laufe des Strips, mit eigener Website und zugehörigen Inhalten. Er unterschied sich lediglich darin, dass der Begriff „Starslip“ „Starshift“ ersetzte. Die beiden liefen parallel, bis im August 2005 ein Strip erschien, der die Handlung von Starshift Crisis endgültig beendete, sich in Starslip Crisis jedoch anders verlief. Berichten zufolge wurde die Namensänderung durch ein rechtliches Problem verursacht.
2008 begann Straub mit dem Schreiben eines weiteren Webcomics, Chainsawsuit, und veröffentlichte drei Strips pro Woche. Der Comic zeichnete sich durch schlichte Schwarz-Weiß-Zeichnungen und Slapstick-Humor aus. Er lief elf Jahre lang und erlangte besondere Bekanntheit durch den Strip All Houses Matter nach seiner Veröffentlichung 2014 und erneut während der Black-Lives-Matter-Proteste 2020.
2012 veröffentlichte Straub den Webcomic Broodhollow, einen selbsternannten „Horror-Seriencomic“. Set in the titular town, the story follows door-to-door encyclopedia salesman Wadsworth Zane as he uncovers the town's secrets. Die Geschichte spielt in der titelgebenden Stadt und folgt dem Haustürverkäufer Wadsworth Zane, der die Geheimnisse der Stadt aufdeckt. Die ersten beiden Bände, Curious Little Thing und Angleworm, verbinden Horror mit einem skurrilen Ton und behandeln unter anderem Themen wie Gemeinschaft und Tradition. Die Serie wurde 2015 unterbrochen und ist ab September 2023 auf Straubs Homepage als solche aufgeführt.

### Schriftsteller und Produzent
Im Dezember 2006 wurde Straub neben Scott Kurtz Co-Autor und Co-Produzent von PvP: The Series, einer Reihe animierter Kurzfilme mit den PvP-Charakteren. 2007 nutzte er die Halfpixel-Website als Drehscheibe für seine und Kurtz’ gemeinsame kreative Projekte. Halfpixel erweiterte später sein Angebot um die Webcartoonisten Brad Guigar und Dave Kellett von den Comics Evil Inc. bzw. Sheldon. Die vier veröffentlichten im ersten Quartal 2008 „How To Make Webcomics“ bei Image Comics. Das Buch behandelt eine Vielzahl interessanter Themen für Webcartoon-Anfänger und Fortgeschrittene.
Straub war anschließend Co-Produzent von Blamimations und der Kris and Scott’s Scott and Kris Show für Penny Arcade TV. 2012 gab ShiftyLook bekannt, dass Straub und Kurtz gemeinsam eine neue animierte Webserie namens Mappy: The Beat produzieren würden, in der sie auch allen Charakteren ihre Stimmen liehen. Die Serie feierte im Juli 2013 Premiere und umfasste 13 Folgen.
Von 2008 bis 2012 leitete und schrieb Straub für seine eigene Horror-Fiction-Website Ichor Falls, auf der auch sein bekanntestes Kurzwerk, Candle Cove, erschien. Die Serie besteht aus Forenbeiträgen und begleitet Menschen bei ihrer Diskussion über eine vergessene Kindersendung. Sie stoßen auf zunehmend verstörende gemeinsame Erinnerungen an die Sendung, bevor sie feststellen, dass Candle Cove lediglich eine halbe Stunde Fernsehrauschen war, das sie als Kinder kollektiv als Geschichte wahrgenommen hatten. Die Rechte an der Geschichte wurden 2016 von SyFy erworben und dienten als Grundlage für die erste Staffel der Serie Channel Zero.
2015 veröffentlichte Straub das erste Video seiner Horror-Webserie Local 58, die später auf YouTube veröffentlicht wurde. Die Serie prägte den Begriff „Analog Horror“ und begründete wohl die Popularität des Genres. Einige Kritiker führen an, dass Straub und Local 58 Konventionen gefestigt hätten, die das Genre prägten und sogar indirekt abendfüllende Horrorfilme wie Skinamarink (2022) beeinflussten. Darüber hinaus startete Straub 2021 ein Alternate Reality Game basierend auf der Serie, das auf local58.tv gehostet wird und am 17. August 2023 noch läuft.

### Podcast-Moderator
Straub war Co-Moderator zahlreicher Podcasts, die sich meist um die Online-Comic-Branche, das tägliche Leben oder Comedy-Talkshows drehen.
Im Jahr 2005 moderierten Straub und Dave Kellett als Teil des Comic-Kollektivs Blank Label Comics gemeinsam den Blank Label Comics Podcast. The podcast interviewed fellow webcomic creators about their comics and creative process.
Im Jahr 2007, im Vorfeld der Veröffentlichung von „How To Make Webcomics“, produzierte Straub – zusammen mit den Co-Autoren des Buches, Scott Kurtz, Brad Guigar und Dave Kellett – den Podcast „Webcomics Weekly“. Die Show bot Branchennachrichten und Einblicke in die Erstellung eines erfolgreichen Webcomics. Im selben Zeitraum produzierten Straub und Kurtz auch zwei gemeinsame Podcasts, The Kris and Scott Power Hour und Daily Affirmation.
Von 2009 bis 2012 moderierte Straub außerdem die Comedy-Internet-Radio-Talkshow Tweet Me Harder mit David Malki. Die Show wurde live aufgezeichnet, wobei die Moderatoren Kommentare von Twitter entgegennahmen. Die Abschriften des IRS wurden später als Taschenbuch unter dem Titel „Hey World, Here Are Some Suggestions“ veröffentlicht. Nach Tweet Me Harder moderierte Straub gemeinsam mit Mikey Neumann Chainsawsuit: The Podcast. Die Sendung begann im April 2013 und lief bis Dezember 2014. Ab Januar 2015 moderierten Straub und Neumann die Sendung „Morning Rush“, die im Juni 2015 nach 16 Folgen endete.
Von Juli bis Dezember 2016 moderierte Straub gemeinsam mit der Cartoonistin Abby Howard den Horror-Podcast „Scared Yet?“. Er umfasste sechs Folgen, in denen Straub und Howard über Horrorgeschichten, Schreibtipps, persönliche Lieblings-Horrorgeschichten sowie persönliche Erfahrungen mit dem Schreiben von Horrorgeschichten diskutierten.

### Darsteller
Seit 2017 hat Straub wiederkehrende Rollen in der Tabletop-Rollenspielserie (TTRPG) Dungeons & Dragons (D&D) Acquisitions Incorporated und dem Spin-off Acquisitions Incorporated: The "C" Team. Die Serie ist eine Zusammenarbeit zwischen Penny Arcade und Wizards of the Coast und wurde schließlich im offiziellen D&D Sourcebook Acquisitions Incorporated kanonisiert. Straubs Charakter, sein Schreibstil und seine künstlerischen Arbeiten kommen in dem Buch und den dazugehörigen Materialien zum Ausdruck. Darüber hinaus schreibt und produziert er animierte Zusammenfassungen und Zwischensequenzen für beide Serien.
Im Jahr 2022 übernahm Straub die Nachfolge von Mike Krahulik von Penny Arcade und moderierte gemeinsam mit Jerry Holkins einige wichtige PAX-Events. Er ist außerdem der Hauptgeschichtenerzähler in Penny Arcades Call of Cthulhu Live-Play-Kooperationen mit Chaosium, Inc. auf der PAX Australia.